# Pollenia immanis
Pollenia immanis är en tvåvingeart som beskrevs av Dear 1986. Pollenia immanis ingår i släktet vindsflugor, och familjen spyflugor. Inga underarter finns listade i Catalogue of Life.